# Dark Blue : Unité infiltrée
Dark Blue (ou Dark Blue: Unité Infiltrée au Québec) est une série télévisée américaine en 20 épisodes de 42 minutes, créée par Doug Jung (en) et Danny Cannon et diffusée entre le 15 juillet 2009 et le 15 septembre 2010 sur la chaîne TNT.
En France, la série a été diffusée sur Série Club du 20 novembre 2011 au 1er janvier 2012 et dès le 5 juillet 2012 sur France 4, et au Québec depuis le 26 janvier 2012 sur AddikTV.

## Synopsis
Cette série suit le lieutenant Carter Shaw qui dirige une équipe de policiers spécialisés dans l'infiltration. Même si ce travail lui a déjà coûté son mariage, Shaw continue à tout mettre en œuvre pour arrêter les criminels les plus dangereux de Los Angeles.

## Distribution

### Acteurs principaux
- Dylan McDermott (VF : Joël Zaffarano) : le lieutenant Carter Shaw
- Logan Marshall-Green (VF : Serge Faliu) : Dean Bendis
- Omari Hardwick (VF : Jean-Baptiste Anoumon) : Ty Curtis
- Nicki Aycox (VF : Sylvie Jacob) : Jaimie Allen
- Tricia Helfer (VF : Laura Préjean) : l'agent Alex Rice

### Acteurs récurrents
- Meta Golding (VF : Claire Guyot) : Melissa Curtis
- Tyrees Allen (en) (VF : Saïd Amadis) : le capitaine Russell Maynard
- Noah Bean (VF : Damien Ferrette) : Scott Muller
- Jordana Brewster (VF : Natacha Muller) : Maria

- Version française
  - Société de doublage : Nice Fellow[2]
  - Direction artistique : François Dunoyer[2]

Source VF : Doublage Séries Database

## Épisodes

### Première saison (2009)
1. Jeux de dupes (Pilot)
2. Écart de conduite (Guns, Strippers and Wives)
3. La ligne blanche (Purity)
4. Faux-monnayeurs (K-Town)
5. Rapts en série (August)
6. Cas de conscience (Ice)
7. Au-dessus de tout soupçon (O.I.S.)
8. Les rois de la dope (Venice Kings)
9. Racolages (Betsy)
10. Les démons du passé (Shot in the Dark)

### Deuxième saison (2010)
1. Rivalités (Urban Garden)
2. L'amour de l'art (Liar's Poker)
3. Dommages collatéraux (Shelter of the Beast)
4. La fièvre du jeu (High Rollers)
5. En cavale (Brother's Keeper)
6. Jane Wayne (Jane Wayne)
7. Nuit d'angoisse (Home Sweet Home)
8. Communauté sous surveillance (Shell Game)
9. Les fleurs du mal 1/2 (Dead Flowers)
10. Les fleurs du mal 2/2 (Personal Effects)

## Accueil
Aux États-Unis, Dark Blue a vu ses audiences décliner au fil des épisodes. Le 15 juillet 2009, 3.5 millions de curieux découvraient les débuts de la série. Quelques semaines plus tard, ils n’étaient plus que 1.6 million pour le dernier épisode de la première saison. Malgré ses performances, TNT a accepté de laisser une seconde chance à Dark Blue en commandant 10 nouveaux épisodes. Sans succès.